# Salah Hissou
Salah Hissou (arab. صلاح هسو, ur. 16 stycznia 1972 w Ait Taghia) – marokański lekkoatleta długodystansowiec, mistrz świata i medalista olimpijski.
Na mistrzostwach świata w 1995 w Göteborgu zajął 4. miejsce w finale biegu na 10 000 metrów, przegrywając ze swymi największymi rywalami: Haile Gebrselassie z Etiopii, swym rodakiem Chalidem Skahem i Paulem Tergatem z Kenii.
Wywalczył brązowy medal w biegu na 10 000 metrów na igrzyskach olimpijskich w 1996 w Atlancie za Gebrselassie i Tergatem. 23 sierpnia 1996 w Brukseli ustanowił rekord świata na tym dystansie wynikiem 26:38,08. Przetrwał on prawie rok, zanim został poprawiony przez Gebrselassie. Do tej pory daje on Hissou 10. miejsce na liście najlepszych biegaczy w historii na tym dystansie (maj 2021).
Na mistrzostwach świata w 1997 w Atenach Hissou zdobył brązowy medal w biegu na 10 000 metrów, znowu za Gebrselassie i Tergatem. Dwa lata później, na mistrzostwach świata w 1999 w Sewilli wystartował w biegu na 5000 metrów i zdobył w tej konkurencji złoty medal, przed Benjaminem Limo z Kenii i Mohammedem Mourhitem reprezentującym Belgię. Wskutek kontuzji nie wystąpił na igrzyskach olimpijskich w 2000 w Sydney. Odpadł w eliminacjach biegu na 5000 metrów na mistrzostwach świata w 2003 w Paryżu
Odnosił także sukcesy w biegach przełajowych i szosowych. Na mistrzostwach świata w półmaratonie w 1994 zdobył brązowy medal drużynowo (indywidualnie zajął 18. miejsce). Został również mistrzem świata w sztafecie maratonowej w 1994.
Został drużynowym wicemistrzem świata podczas mistrzostw świata w biegach przełajowych w 1994 w Budapeszcie (indywidualnie był 11.). Na następnych mistrzostwach świata w biegach przełajowych w 1995 w Durham zdobył brązowy medal indywidualnie i srebrny drużynowo. Na kolejnych dwóch mistrzostwach świata (1996 w Stellenbosch oraz 1997 w Turynie) zdobywał srebrne medale indywidualnie (za Paulem Tergatem) i drużynowo.
Był mistrzem Maroka w biegu na 5000 metrów w 1991.